# Partecipanti all'Arctic Race of Norway 2023
Elenco dei partecipanti all'Arctic Race of Norway 2023.
L'Arctic Race of Norway 2023 è stata la decima edizione della corsa. Alla competizione presero parte 18 squadre: 6 con licenza UCI World Tour 2023 8 UCI ProTeam, 3 UCI Continental Team e 1 selezione nazionale.
Partenza con 131 ciclisti accreditati.

## Corridori per squadra
Nota: R ritirato, NP non partito, FT fuori tempo, SQ squalificato
| Team DSM-Firmenich    | Team DSM-Firmenich    | Team DSM-Firmenich    | Israel-Premier Tech    | Israel-Premier Tech    | Israel-Premier Tech    | Cofidis                  | Cofidis                  | Cofidis                  |
| --------------------- | --------------------- | --------------------- | ---------------------- | ---------------------- | ---------------------- | ------------------------ | ------------------------ | ------------------------ |
| N°                    | Ciclista              | Clas.                 | N°                     | Ciclista               | Clas.                  | N°                       | Ciclista                 | Clas.                    |
| 1                     | Andreas Leknessund    | NP1ª                  | 11                     | Dylan Teuns            | 5°                     | 21                       | Guillaume Martin         | 7°                       |
| 2                     | Romain Combaud        | 36°                   | 12                     | Marco Frigo            | 21°                    | 22                       | Thomas Champion          | 77°                      |
| 3                     | Alberto Dainese       | 75°                   | 13                     | Reto Hollenstein       | 40°                    | 23                       | Simon Geschke            | 24°                      |
| 4                     | Matthew Dinham        | 6°                    | 14                     | Daryl Impey            | 43°                    | 24                       | Jonathan Lastra          | 12°                      |
| 5                     | Jonas Hvideberg       | 60°                   | 15                     | Guy Sagiv              | 100°                   | 25                       | Pierre-Luc Périchon      | 63°                      |
| 6                     | Kevin Vermaerke       | 3°                    | 16                     | Stephen Williams       | 1°                     | 26                       | Hugo Toumire             | 65°                      |
| Lidl-Trek             | Lidl-Trek             | Lidl-Trek             | Selezione norvegese    | Selezione norvegese    | Selezione norvegese    | Human Powered Health     | Human Powered Health     | Human Powered Health     |
| N°                    | Ciclista              | Clas.                 | N°                     | Ciclista               | Clas.                  | N°                       | Ciclista                 | Clas.                    |
| 31                    | Filippo Baroncini     | 31°                   | 41                     | Odd Christian Eiking   | 35°                    | 51                       | August Jensen            | 37°                      |
| 32                    | Marc Brustenga        | 93°                   | 42                     | Ludvik Holstad         | 86°                    | 52                       | Kristian Aasvold         | 29°                      |
| 33                    | Asbjørn Hellemose     | 13°                   | 43                     | Peder Antoni Gravås    | 64°                    | 53                       | Paul Double              | 76°                      |
| 34                    | Asbjørn Hellemose     | 97°                   | 44                     | Iver Knotten           | 54°                    | 54                       | Colin Joyce              | 73°                      |
| 35                    | Otto Vergaerde        | 68°                   | 45                     | Torbjørn Andre Røed    | 59°                    | 55                       | Benjamin Perry           | 87°                      |
|                       |                       |                       | 46                     | Ulrik Tvedt            | 94°                    | 56                       | Sebastian Schönberger    | 33°                      |
| Team Arkéa-Samsic     | Team Arkéa-Samsic     | Team Arkéa-Samsic     | Q36.5 Pro Cycling Team | Q36.5 Pro Cycling Team | Q36.5 Pro Cycling Team | Uno-X Pro Cycling Team   | Uno-X Pro Cycling Team   | Uno-X Pro Cycling Team   |
| N°                    | Ciclista              | Clas.                 | N°                     | Ciclista               | Clas.                  | N°                       | Ciclista                 | Clas.                    |
| 61                    | C. Champoussin        | 42°                   | 71                     | Carl Fredrik Hagen     | 17°                    | 81                       | Tobias Johannessen       | 4°                       |
| 62                    | Louis Barré           | 14°                   | 72                     | Walter Calzoni         | 52°                    | 82                       | Martin Urianstad         | 32°                      |
| 63                    | Kévin Ledanois        | 50°                   | 73                     | Marcel Camprubi        | 62°                    | 83                       | Fredrik Dversnes         | 27°                      |
| 64                    | Michel Ries           | 82°                   | 74                     | Alessandro Fedeli      | 44°                    | 84                       | Ådne Holter              | 90°                      |
| 65                    | Martin Tjøtta         | 84°                   | 75                     | Kamil Małecki          | 46°                    | 85                       | Truls Nordhagen          | 102°                     |
| 66                    | Alessandro Verre      | 104°                  | 76                     | Cyrus Monk             | 45°                    | 86                       | Jonas Gregaard           | 18°                      |
| Astana Qazaqstan Team | Astana Qazaqstan Team | Astana Qazaqstan Team | Team Jayco AlUla       | Team Jayco AlUla       | Team Jayco AlUla       | Equipo Kern Pharma       | Equipo Kern Pharma       | Equipo Kern Pharma       |
| N°                    | Ciclista              | Clas.                 | N°                     | Ciclista               | Clas.                  | N°                       | Ciclista                 | Clas.                    |
| 91                    | Christian Scaroni     | 2°                    | 101                    | A. Grøndahl Jansen     | 70°                    | 111                      | Roger Adrià              | 8°                       |
| 92                    | Igor' Čžan            | 95°                   | 102                    | Alexandre Balmer       | 16°                    | 112                      | Igor Arrieta             | 19°                      |
| 93                    | Gianmarco Garofoli    | 71°                   | 103                    | Kevin Colleoni         | 55°                    | 113                      | Pablo Carrascosa         | 103°                     |
| 94                    | Michele Gazzoli       | 39°                   | 104                    | Hamish McKenzie        | 56°                    | 114                      | Francisco Galván         | 78°                      |
| 95                    | Artıom Zaharov        | NP4ª                  | 105                    | Blake Quick            | 74°                    | 115                      | Álex Jaime               | 81°                      |
| 96                    | Andrej Zejc           | 89°                   | 106                    | Zdeněk Štybar          | 38°                    | 116                      | Pau Miquel               | 25°                      |
| Team Flanders-Baloise | Team Flanders-Baloise | Team Flanders-Baloise | Bingoal WB             | Bingoal WB             | Bingoal WB             | Burgos-BH                | Burgos-BH                | Burgos-BH                |
| N°                    | Ciclista              | Clas.                 | N°                     | Ciclista               | Clas.                  | N°                       | Ciclista                 | Clas.                    |
| 121                   | Kamiel Bonneu         | 9°                    | 131                    | Floris De Tier         | 47°                    | 141                      | Daniel Navarro           | 48°                      |
| 122                   | Milan Fretin          | 58°                   | 132                    | Alexis Guérin          | 91°                    | 142                      | Rodrigo Álvarez          | 99°                      |
| 123                   | Elias Maris           | 15°                   | 133                    | Louka Matthys          | 51°                    | 143                      | Antonio Angulo           | 98°                      |
| 124                   | Noah Vandenbranden    | 83°                   | 134                    | Johan Meens            | 20°                    | 144                      | Cyril Barthe             | 34°                      |
| 125                   | Vincent Van Hemelen   | 28°                   | 135                    | Lennert Teugels        | 30°                    | 145                      | Eric Fagúndez            | 26°                      |
| 126                   | Aaron Verwilst        | 41°                   | 136                    | Marco Tizza            | 85°                    | 146                      | Alejandro Franco         | R 4ª                     |
| Team Coop–Repsol      | Team Coop–Repsol      | Team Coop–Repsol      | Trinity Racing         | Trinity Racing         | Trinity Racing         | Groupama-FDJ Continental | Groupama-FDJ Continental | Groupama-FDJ Continental |
| N°                    | Ciclista              | Clas.                 | N°                     | Ciclista               | Clas.                  | N°                       | Ciclista                 | Clas.                    |
| 151                   | Cedrik Christophersen | 10°                   | 161                    | Liam Johnston          | 11°                    | 171                      | Trym Brennsæter          | 49°                      |
| 152                   | André Drege           | 22°                   | 162                    | Fergus Browning        | 53°                    | 172                      | Ronan Augé               | 88°                      |
| 153                   | Karsten Feldmann      | 79°                   | 163                    | Camilo Andres Gomez    | 57°                    | 173                      | Lewis Bower              | 61°                      |
| 154                   | Johan Ravnøy          | 92°                   | 164                    | Tobias Nakken          | 96°                    | 174                      | Thibaud Gruel            | 23°                      |
| 155                   | Anton Stensby         | 72°                   | 165                    | Hugo Rodríguez         | 101°                   | 175                      | Noah Hobbs               | 67°                      |
| 156                   | Magnus Wæhre          | 69°                   | 166                    | William Smith          | 80°                    | 176                      | Brieuc Rolland           | 66°                      |